# Illa Akimiski
Akimiski és l'illa més gran de la badia de James, a l'extrem sud de la badia de Hudson, de la regió de Qikiqtaaluk del territori de Nunavut, al Canadà.
Fa 86 quilòmetres de llargada per 32 d'amplada i té una superfície de 3.001 km², la qual cosa la converteix en la 163a illa més gran del món i la 29a illa més gran del Canadà. Es troba a tan sols 19 km de la costa, ja província d'Ontario.
L'illa està deshabitada. La superfície és plana, amb vessants orientats gradualment cap al nord. La major part de la vegetació que cobreix l'illa es compon de líquens, molses, ciperàcies i avets negres nans. La meitat oriental de l'illa és un santuari d´aus migratòries. L'illa és una zona humida costanera que inclou planes de marea. Alguns rierols d'aigua dolça que desemboquen al sud-oest de la Badia de James porten com a sediments abundants nutrients que ajuden a mantenir el productiu hàbitat de les aus aquàtiques al voltant de l'Illa Akimiski.